# Stèle de Pasenhor
La stèle de Pasenhor est une stèle contenant la généalogie de Pasenhor, prêtre de Ptah à Memphis sous le règne de Sheshonq V déposée au Sérapéum de Saqqarah.

## Description
Pasenhor introduit le texte de la stèle en donnant des dates du règne de Sheshonq V : le taureau Apis, âgé d'à peine un an, est introduit auprès du dieu Ptah de Memphis, en l'an 12, et inhumé en l'an 37, du même souverain.
Le taureau sacré aura donc vécu pendant vingt-cinq ans dans le temple de Ptah de Memphis avant d'être inhumé au Sérapéum de Saqqarah. Pasenhor énumère alors ses ancêtres illustres puisqu'il est un descendant de la famille royale.
En voici une traduction :
« L'introduction du dieu mentionné ci-dessus l'Osiris-Apis devant son père Ptah a eu lieu en l'an 12, le 4e mois de Peret, le 4e jour, sous le règne du roi Âakhéperrê le fils de Rê, Sheshonq. Il est né en l'an 11 de sa Majesté. Il est venu à reposer à sa place dans la Terre Sacrée, en l'an 37, le 3e mois d'Akhet, le 27e jour de sa Majesté. Puisse-t-il donner la vie, la stabilité, la santé et la joie à son fils aimé, le prêtre de Neith, le Père du Dieu, Pasenhor [qui est] le fils du Maire, le Directeur du Sud, le Directeur des Prophètes et Commandant des troupes dans Héracléopolis, Hemptah et [qui est] né de la Prophète d'Hathor de Héracléopolis, sa sœur, la maîtresse de maison, Iretirou ; [Hemptah qui est] le fils du Maire, le Directeur du Sud, le Directeur des Prophètes et Commandant des troupes dans Héracléopolis, Pasenhor et [qui est] né de la Porteuse de Sistres d'Arsaphes, Roi des Deux Terres, Gouverneur des Deux Rives, Ptahdjedes - [Pasenhor qui est] le fils du Maire, le Directeur du Sud, le Directeur des Prophètes et Commandant des troupes dans Héracléopolis, Hemptah, et [qui a été] engendré par la Porteuse de Sistres d'Arsaphes, Roi des Deux Terres, Gouverneur des Deux Rives, Tjaenkemet - [Hemptah qui est] le fils du Maire, le Directeur du Sud, le Directeur des Prophètes et Commandant des troupes dans Héracléopolis, Djedptahefankh et [qui a été] engendré par la Prophète d'Hathor de Héracléopolis, la fille du Roi, la maîtresse de maison, Tentsepeh - [Djedptahefankh qui est] le fils royal du Maire, le Directeur du Sud, le Directeur des Prophètes et Commandant des troupes dans Héracléopolis, Nimlot et [qui a été] engendré par la Porteuse de Sistres d'Arsaphes, Roi des Deux Terres, Gouverneur des Deux Rives, Tentsepeh - [Nimlot qui est] le fils du Seigneur des Deux Terres Osorkon, et [qui a été] engendré par Djedmoutesânkh - [Osorkon qui est] le fils royal de Takélot et de la Mère du Dieu Kapes - [Takélot qui est] le fils royal de Osorkon et de la Mère du Dieu Tashedkhons - [Osorkon qui est] le fils royal de Sheshonq et de la Mère du Dieu Karôma - [Sheshonq qui est] le fils du Père de Dieu, le Grand Chef des Mâ Nimlot et de la Mère du Dieu Tentsepeh - [Nimlot qui est] le fils du Père de Dieu, le Grand Chef des Mâ Shoshenq et engendré par la Mère du Roi Mehtenvreskhet - [Sheshonq qui est] le fils du Père de Dieu, le Grand Chef des Mâ Paihouty - [Paihouty qui est] le fils du Père de Dieu, le Grand Chef des Mâ Nebneshi, [qui est] le fils du Père de Dieu, le Grand Chef des Mâ Mawasan, [qui est] le fils du Libyen Bouyouwawa. »